# Wi-Fi保护设置
Wi-Fi保護設置（簡稱WPS，全稱；原始名稱是）是一个無線網絡安全標準，旨在讓家庭用户使用無線網絡時簡化加密步驟。此標準由Wi-Fi聯盟（Wi-Fi Alliance）於2006年製定。

## 重大安全漏洞
在2011年12月28日安全專家Stefan Viehbock報出此標準的一個重大安全漏洞，此漏洞允許遠程攻擊者使用暴力攻擊在幾小時内就能獲取WPS的PIN碼和WPA/WPA2的PSK碼。一些新出產的無線路默認啟動WPS功能，所以現在建議用户關閉無線路由器上的WPS一鍵加密功能，雖然有些無線器上無法關閉此功能。